# Église Saint-Georges de Connigis
L'église Saint-Georges est une église située à Connigis, en France.

## Localisation
L'église est située sur la commune de Connigis, dans le département de l'Aisne.

## Historique
Le monument est classé au titre des monuments historiques en 1920.